# Agnes Chesang
Pour les articles homonymes, voir Chesang.
Agnes Chesang (née le 1er avril 1986) est une athlète kényane spécialiste du 3 000 m steeple.

## Biographie
Elle remporte la médaille d'argent du 3 000 m steeple lors des Championnats d'Afrique 2016, à Durban, devancée par sa compatriote Norah Jeruto, en portant son record personnel à 9 min 27 s 22.

## Palmarès
| Date | Compétition            | Lieu   | Résultat | Épreuve         | Temps         |
| ---- | ---------------------- | ------ | -------- | --------------- | ------------- |
| 2016 | Championnats d'Afrique | Durban | 2e       | 3 000 m steeple | 9 min 27 s 22 |

### Records
| Épreuve         | Performance   | Lieu   | Date         |
| --------------- | ------------- | ------ | ------------ |
| 3 000 m steeple | 9 min 27 s 22 | Durban | 26 juin 2016 |